# Traudl Hächer
Gertraud Hächer-Gavet (conocida como Traudl Hächer; Schleching, 31 de diciembre de 1962) es una deportista alemana que compitió en esquí alpino.
Ganó una medalla de bronce en el Campeonato Mundial de Esquí Alpino de 1991, en la prueba de eslalon gigante. En la Copa del Mundo consiguió cuatro victorias y diez podios en total.

## Palmarés internacional
| Campeonato Mundial | Campeonato Mundial             | Campeonato Mundial | Campeonato Mundial |
| Año                | Lugar                          | Medalla            | Prueba             |
| ------------------ | ------------------------------ | ------------------ | ------------------ |
| 1991               | Saalbach-Hinterglemm (Austria) | Medalla de bronce  | Eslalon gigante    |